# Jerzy Błoch
Jerzy Błoch (ur. 24 sierpnia 1927 w Poznaniu, zm. 1 września 1997) – polski żużlowiec.

## Kariera sportowa
Startował w barwach Unii Zielona Góra w latach 1946-1950. Kolejne dwa sezony jeździł w Stali Ostrów Wielkopolski, a w barwach Spójni Wrocław (później również Sparty i Ślęzy Wrocław) zadebiutował wiosną 1953 i jeździł tam do zakończenia kariery w 1965. W barwach wrocławskiego klubu zdobył cztery srebrne (1954, 1956, 1957, 1958) oraz trzy brązowe (1953, 1955, 1963) medale drużynowych mistrzostw Polski.
Błocha można nazwać jednym z pionierów zielonogórskiego żużla obok Wacława Krysińskiego, Ksawerego Sawickiego, Józefa Śmigalskiego.